# La Selva de Mar
La Selva de Mar település Spanyolországban, Girona tartományban. La Selva de Mar El Port de la Selva, Roses és Palau-saverdera községekkel határos. Lakosainak száma 220 fő (2024).

## Népesség
A település népessége az elmúlt években az alábbi módon változott:
| Lakosok száma | 572  | 529  | 277  | 203  | 166  | 207  | 226  | 181  | 196  | 220  |
|               | 1717 | 1900 | 1940 | 1965 | 1991 | 2004 | 2009 | 2014 | 2019 | 2024 |